# جيري ميرفي
جيري ميرفي (بالإنجليزية: Jerry Murphy)‏ (23 سبتمبر 1959 في المملكة المتحدة - ) هو لاعب كرة قدم بريطاني في مركز الوسط. شارك مع منتخب جمهورية أيرلندا لكرة القدم. أما مع النوادي، فقد لعب مع تشيلسي وكريستال بالاس ووولونغونغ ونادي فيشر أثليتيك ونادي بلاكتاون سيتي.

## وصلات خارجية
- جيري ميرفي على موقع قاعدة بيانات كرة القدم.إي يو (الإنجليزية)